# Nolina erumpens
Nolina erumpens ist eine Pflanzenart der Gattung Nolina in der Familie der Spargelgewächse (Asparagaceae). Englische Trivialnamen sind „Foothill Beargrass“ und „Mesa Sacahuista“.

## Beschreibung
Nolina erumpens wächst stammlos und bildet Horste von 1 bis 2,5 m Durchmesser. Die variablen, grasähnlichen, steifen, hellgrünen bis gelbfarbenen, konkave-konvexen, auf den Boden herabfallenden Laubblätter sind 60 bis 200 cm lang und 2 bis 4 mm breit. Die Blattränder sind gezähnt.
Der in den Blättern verzweigte Blütenstand wird 0,3 bis 0,8 m lang. Die cremefarbenen Blüten sind 1,6 bis 2,2 mm lang. Die Blühperiode reicht von Juni bis Juli.
Die in der Reife holzigen, runden bis eiförmigen Kapselfrüchte sind 2,6 bis 5,8 mm lang und breit. Die braunen, kugelförmigen Samen sind 1,5 bis 2,5 mm im Durchmesser.
Nolina erumpens ist in Europa frosthart bis minus 16 °C. Sie ist in kaum bekannt.

## Verbreitung und Systematik
Nolina erumpens ist im US-Bundesstaat Texas und in Mexiko im Bundesstaat Chihuahua in Höhenlagen von 600 bis 2000 m verbreitet. Sie wächst in Grasland, auf steinigem Boden auf flachen Hügeln und ist vergesellschaftet mit  Yucca elata und verschiedenen Kakteen-Arten.
Nolina erumpens ist Mitglied der Sektion Erumpentes. Sie ist in begrenzten Gebieten im US-Bundesstaat Texas und in Mexiko im Bundesstaat Chihuahua verbreitet. Das Erscheinungsbild ähnelt der in der Nähe vorkommenden Nolina arenicola, jedoch ist der Blütenstand insgesamt kräftiger.
Die Erstbeschreibung als Dasylirion erumpens erfolgte 1859 durch John Torrey. Sereno Watson stellte sie 1879 in die Gattung Nolina. Ein Synonym ist Beaucarnea erumpens (Torr.) Baker.

## Nachweise